# Berengarius II van Sulzbach
Berengarius II van Sulzbach (ca. 1080 - Kastl (Opper-Beieren), 1 december 1125) was een Duitse edelman in het begin van de twaalfde eeuw.
Berengarius was graaf van Sulzbach en Kastl, heer van Aibling en Ebbs, voogd van Michelfeld. Daarbij stichtte hij de kloosters van Kastl, Baumburg en Berchtesgaden. Berengarius was voortdurend in conflict met de markgraven van Cham over de macht in Cheb en omgeving. Ook had hij voortdurend conflicten met de aartsbisschop van Salzburg en andere bisschoppen.
Toen keizer Hendrik V de macht greep ten koste van zijn vader (1105), was Berengarius een van zijn belangrijkste adviseurs. Berengarius was legeraanvoerder van Hendrik tegen Bohemen, Hongarije en de opstandige Saksen. Ook nam hij deel aan de Italiaanse campagnes van Hendrik. In 1122 was hij een van de getuigen van het concordaat van Worms. In 1125 steunde hij de koningskeuze van Lotharius III van Supplinburg.
Berengarius is begraven in Baumburg.

## Huwelijken en nakomelingen
In zijn eerste huwelijk was Berengarius getrouwd met Adelheid van Lechsgemünd (ca. 1065 - 24 februari 1108), dochter van Kuno van Lechsgemünd en Mathilde (ca. 1040 - 30 september 1092/1094). Uit dit huwelijk werden geen kinderen geboren.
Bij haar huwelijk met Berengarius was Adelheid weduwe van Markward van de Chiemgau en van Udalrich van Passau (ca. 1050 - Regensburg, 24 februari 1099). Adelheid was de schoonmoeder van Engelbert van Karinthië. 
In zijn tweede huwelijk was Berengarius getrouwd met Adelheid van Wolfratshausen. Zij kregen de volgende kinderen:
- Gebhard III van Sulzbach (ca. 1114 - 23 oktober 1188), opvolger van zijn vader, bemiddelde in 1135 vrede tussen Lotharius III en zijn tegenstanders, volgde de keizer naar Italië en werd markgraaf van de Beierse Noordmark (1146). Trouwde met Mathilde (ca. 1110 - 16 maart 1183), dochter van Hendrik de Zwarte en weduwe van Diephold IV van Vohburg (-1130). Zijn enige zoon overleed in 1167 in Italië aan de pest Gebhard benoemde toen Frederik I van Hohenstaufen tot zijn belangrijkste erfgenaam. Gebhard en Mathilde kregen ook nog vier dochters, ze zijn begraven in het klooster van Kastl.
- Adelheid, abdis van klooster Niedernburg te Passau
- Gertrude van Sulzbach, tweede echtgenote van Koenraad III van Hohenstaufen
- Bertha, eerste echtgenote van Manuel I Komnenos onder de naam Irene
- Lutgardis van Sulzbach, in haar eerste huwelijk getrouwd met Godfried II van Leuven, in haar tweede huwelijk met Hugo XII van Dachsburg en Metz
- Mathilde, gehuwd met Engelbert III van Istrië

## Voorouders
Bekende voorouders van Berengar zijn:
- (1) Gebhard II van Sulzbach (1058 - 1085) en Irmingard van Rott (1065 - 14 juni 1101), erfdochter van haar vader, weduwe van Hendrik I van Lechsgemünd en van Kuno van Horburg
  - (2) Gebhard I van Sulzbach (1036/1038) - na 1070) en Adelheid van Noordgouw
    - (3) Herman IV van Zwaben en Adelheid van Susa
    - (3) Berengar van de Noordgouw

  - (2) Kuno I van Rot (ca. 1015 - Palestina, 27 maart 1087) en Uta van Diessen, paltsgraaf van Beieren
    - (3) Poppo II van Rot (ca. 980 - na 1040) en een dochter van Kuno van Altdorf
      - (4) Poppo I van Rot (ca. 960 - voor 1002)
        - (5) Pelgrim aan de Sempt (ca. 900 na 950)

      - (4) Kuno I van Altdorf (ca. 980 - na 1020)
        - (5) Rudolf II van Altdorf (ca. 927 - ca. 992) en Itha van Öhningen (ca. 940 - na 1000)
          - (6) Rudolf I van Altdorf (ca. 895 - ca. 950) en Siburgis
            - (7) Hendrik van Altdorf en Ata van Hohenwart

          - (6) Koenraad I van Zwaben en Richlind (ca. 950 - 2 september 1035), vermoedelijk dochter van Otto I de Grote en Adelheid (heilige)

    - (3) Frederik III van Diessen (ca. 1000 - 30 juni 1075) en Irmgarde van Gilching (geb. 1003). Voogd van de dom van Regensburg, maakte een pelgrimstocht naar Jeruzalem, 1075 ingetreden in het Sint-Blasius klooster in Seeon en daar begraven. Irmgarde was erfdochter van haar vader.
      - (4) Frederik II van Diessen (ca. 965 - Jeruzalem, voor 1020) en Hemma van Ohningen
        - (5) Berthold van Reisenburg (ca. 930 - voor 1000) en een dochter van Frederik I van Lotharingen en Beatrix Capet
          - (6) Arnulf II van Beieren en Judith van Beieren

        - (5) Koenraad I van Zwaben en Richlind (ca. 950 - 2 september 1035), vermoedelijk dochter van Otto I de Grote en Adelheid (heilige)

      - (4) Arnold van Gilching (ca. 975 - ca. 1030) en Irmgard; voogd van Benediktbeuern.
        - (5) Meginhard I aan de Mangfall (ca. 915 - 987) en een onbekende dochter van Arnulf II van Beieren